# Run with Me
Run with Me ist ein Pop-Rocksong der deutschen Sängerin Jeanette Biedermann. Das Lied wurde von Frank Johnes und Kristina Bach geschrieben und von Frank Kretschmer und Tom Remm produziert.

## Hintergrund
Am 14. November 2004 wurde Run with Me als Single veröffentlicht. Später war der Song dann auf der Deluxe Edition des Albums Naked Truth enthalten. 2006 unterschrieb Biedermann einen Werbevertrag mit Electronic Arts für die Promotion des Spiels Die Sims. Das Video zu Run with Me enthält daher viele Elemente des Spiels.
Run with Me belegte Platz drei der deutschen Singlecharts und erhielt den Echo in der Kategorie „Bestes Video National“. Auf Biedermanns Weihnachtsalbum Merry Christmas von 2004 ist zudem eine X-Mas-Version des Lieds enthalten.

## Charts und Chartplatzierungen
| ChartsChartplatzierungen | Höchstplatzierung | Wochen |
| ------------------------ | ----------------- | ------ |
| Deutschland (GfK)        | 3 (12 Wo.)        | 12     |
| Österreich (Ö3)          | 14 (13 Wo.)       | 13     |
| Schweiz (IFPI)           | 24 (10 Wo.)       | 10     |